# Apremont (Ardenas)
Apremont é uma comuna francesa na região administrativa de Grande Leste, no departamento Ardenas. Estende-se por uma área de 13,63 km². Em 2010 a comuna tinha 120 habitantes (densidade: 8,8 hab./km²).